# Robert Whitehead
Robert Whitehead (Bolton (predgrađe Manchestera), 3. siječnja 1823. – selo Shrivenham (Berkshire) 14. studenog 1905.), bio je britanski brodarski inženjer, poznat po tome što je usavršio i učinio operativnim prvi torpedo na svijetu, na temelju zamisli i prethodnih prototipa Ivana Luppisa, austrougarskog mornaričkog časnika.

## Životopis
Robet Whitehead je studirao na Politehnici u Manchesteru, a nakon studija radio je u Marseilleu od 1844. do 1846. gdje se vjenčao. Nakon ženidbe preselio se u Milano i radio u tvornici strojeva za obradu tkanine. Iz Milana se seli u Trst i zapošljava se u tamošnjem brodogradilištu, na proizvodnji parnih strojeva.
Iz Trsta se zbog boljih uvjeta preselio u tadašnju Rijeku, u poduzeće Stabilimento Tecnico di Fiume koje je proizvodilo motore i brodove za Austrougarsku ratnu mornaricu.
Godine 1850. upoznao se s umirovljenim časnikom Ivanom Luppisom, koji je došao na zamisao o izradi torpeda, ali njegova su dva prototipa bila neprecizna i neučinkovita.
Whitehead je 1866. uspio izraditi svoj prvi funkcionalni prototip minenschiffa kako su isprva zvali torpedo. Whiteheadov torpedo je bio širine 35,5 cm i dužine 3,35 metra. Prototip je testirala i kasnije odobrila komisija ratne mornarice, pa je serijska proizvodnja započela 1868.
Whitehead i Luppis bogato su nagrađeni za svoj izum, Luppis se uskoro povukao iz proizvodnje i prepustio poslovanje Whiteheadu. Tvornica Stabilimento Tecnico di Fiume je unatoč narudžbama bankrotirao, pa ga je 1872. kupio sam Whitehead i preimenovao u Torpedo Fabrik Whitehead e Co. Fiume.
Whitehead je 1876. uspio usavršiti svoj prototip torpeda, unijevši znatna poboljšanja na pogonu, te je time uspio povećati brzinu na 29 čvorova (na 914 metara u minuti) i povećao je preciznost držanja putanje. Godine 1896. dodatno je usavršio torpedo dodavši mu žiroskop i na taj mu način još više povećao preciznost.
Britanska Royal Navy saznala je za Whiteheadov torpedo, i naručila od njega demonstraciju dva modela, od 35,5 i od 40,6 cm. Nakon uspješne demonstracije otkupili su od Whiteheada prava na proizvodnju.  
Whitehead je nakon ovog uspjeha izgradio vlastitu britansku tvornicu torpeda kod Weymoutha na jugozapadu Engleske, te se trajno preselio u Englesku, a upravljanje riječkom tvornicom prepustio sinu Johnu.
Whitehead se tijekom života jako bogatio, a njegova djeca su vjenčanjem postala dijelom obitelji bliskim habsburškom dvoru.

## Vanjske poveznice
- (engl.)Robert Whitehead na portalu Encyclopædia Britannica
- (engl.)Robert Whitehead – A Brief History
- Robert Whitehead Hrvatska tehnička enciklopedija, portal hrvatske tehničke baštine. LZMK